# Servants of the Empire
Servants of the Empire è una serie di romanzi di fantascienza per ragazzi scritti da Jason Fry. Ambientati nell'universo di Guerre stellari, i romanzi sono collegati alla serie animata Star Wars Rebels e seguono il personaggio di Zare Leonis.

## Romanzi
- Servants of the Empire: Edge of the Galaxy (21 ottobre 2014)
- Servants of the Empire: Rebel in the Ranks (3 marzo 2015)
- Servants of the Empire: Imperial Justice (7 luglio 2015)
- Servants of the Empire: The Secret Academy (6 ottobre 2015)